# دييغو كوستا (لاعب كرة قدم)
دييغو كوستا هو لاعب كرة قدم برازيلي، ولد في 7 يونيو 1999 في كامبو غراندي في البرازيل. لعب مع نادي ساو باولو.

## وصلات خارجية
- دييغو كوستا على موقع قاعدة بيانات كرة القدم.إي يو (الإنجليزية)
- دييغو كوستا على موقع Soccerway.com (الإنجليزية)
- دييغو كوستا على موقع عالم كرة القدم.نت (الإنجليزية)